# Chalicotheriidae
Chalicotheriidae zijn een familie van uitgestorven zoogdieren die leefden in het Mioceen. Er zijn maar weinig fossielen gevonden maar desondanks gaat men ervan uit dat de familie zo'n 50 miljoen jaar succesvol is geweest.

## Kenmerken
De leden van deze familie waren onevenhoevige dieren met een paardachtige kop, lange voorpoten, korte achterpoten, en een schuin aflopende rug. Aan het eind van alle vier de poten zat een uit keratine bestaande klauwachtige voet. Mede door deze klauwen konden de dieren niet rennen.

## Leefwijze
Uit het gebit leidt men af dat Chalicotheriidae, zoals Chalicotherium uit het Mioceen van Midden-Europa, in bossen leefden en zich voedden met bladeren van bomen en struiken. Daarbij konden ze zich mogelijk op hun achterpoten oprichten.

## Vondsten
Fossielen werden gevonden in Eurazië, Afrika en Noord-Amerika.

## Cryptozoölogie
Op Siberische graftomben uit de 5de eeuw v.Chr. zijn afbeeldingen gevonden van dieren die op Chalicotheriidae lijken. In de Keniaanse bossen zou weleens een zogenaamde Nandibeer worden gesignaleerd, een dier dat veel kenmerken van de Chalicotheriidae heeft, zoals de paardachtige kop, de lange voorpoten, de beerachtige klauwen en de aflopende rug. Op grond hiervan menen sommige cryptozoölogen dat de familie nog levende vertegenwoordigers heeft.

## Geslachten
- † Borisslakia Butler, 1965
- † Chalicotherium Kaup, 1833
- † Chemositia Pickford, 1979
- † Eomoropus Osborn, 1913
- † Limognitherium Filhol, 1880
- † Litolophus Radinsky, 1964

Onderfamilie Macrotheriinae Holland & Peterson, 1914
- † Circotherium Holland & Peterson, 1914
- † Moropus Marsh, 1877
- † Nestoritherium Kaup, 1859
- † Olsenia Matthew & Granger, 1925

Onderfamilie Schizotheriinae Holland & Peterson, 1914
- † Ancylotherium Gaudry, 1863
- † Metaschizotherium von Koenigswald, 1932
- † Phyllotillon Pilgrim, 1910
- † Schizotherium Gervais, 1879
- † Tylocephalonyx Coombs, 1979